# Miredo
Miredo，是一个网络工具，主要用于BSD和Linux的IPv6 Teredo隧道链接，可以转换不支持IPV6的网络连接IPV6，内核中需要有IPV6和TUN隧道支持。

## 参数
miredo [参数][服务器地址]

-c, --config 定义配置文件

-f, --foreground 前台运行

-h, --help 显示帮助

-p, --pidfile 设置PID文件（供读取运行状态）

-u, --user 设置程序所用的用户

-V, --version 显示版本